# Midland Bank
La Midland Bank, fondée dans les années 1830 à Birmingham et rachetée en 1992 par HSBC était l'un des principaux établissements bancaires britanniques, qui a contribué à la croissance de l'économie anglaise aux XIXe et XXe siècles. La marque disparaît en 1999.

## Histoire
La Midland Bank a été fondée par Charles Geach, son premier patron, dans Union Street, à Birmingham en août 1836, dans l'effervescence suscitée par le Bank Charter Act anglais, qui encourageait la création de sociétés par actions dans le domaine bancaire. Elle a profité du dynamisme industriel de la région des Midlands, auquel elle contribue par ses crédits, au XIXe siècle. Charles Geach, qui est un ancien de la Banque d'Angleterre, a 28 ans et tisse des liens étroits avec les industriels de Birmingham, dans le domaine de l'acier et de la construction ferroviaire. Ses premières acquisitions sont en 1851 la Stourbridge Old Bank, dont les origines remontent à 1762, puis en 1862 la Nichols, Baker and Crane, de Bewdley, qui date de 1777.

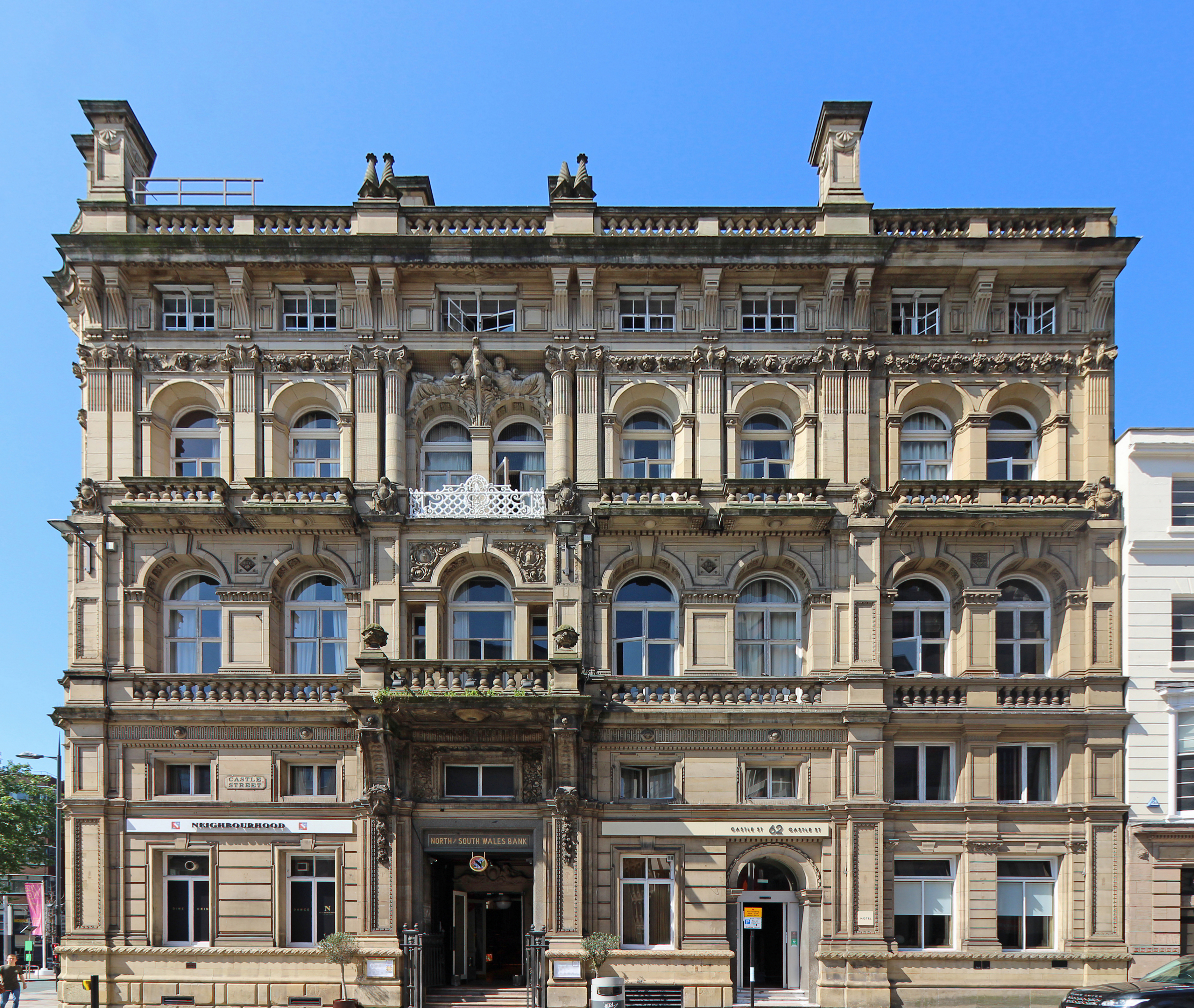
Bâtiment du 62 Castle Street à Liverpool, anciens bureaux de la Midland Bank.

D'abord appelée Birmingham and Midland Bank, elle est rebaptisée London and Midland Bank, après la fusion
avec la Central Bank de Londres en 1891. Ses dirigeants, menés pendant une trentaine d'années par Edward Holden (1er baronnet), privilégient une stratégie de croissance externe, en réalisant 27 acquisitions entre 1885 et 1920. Cette politique agressive, qui se distingue de l'option défensive adoptée, entre 1896 et 1913, par sa grande rivale, la Barclays Bank, a pour origine l'accord instauré entre douze banques familiales désireuses de grandir suffisamment pour échapper au contrôle et à l'emprise de la Midland Bank ou de la National Provincial Bank. Des chercheurs ont montré qu'à partir de l'année 1900, les responsables des succursales Midland sont autorisés à consentir des crédits dans des limites supérieures à celles fixées aux responsables de succursales des banques que la Midland a ensuite acquises. L'organisation du groupe, très centralisée, a par ailleurs permis aux entreprises clientes de traiter directement avec le siège pour dépasser ces limites.
Dès 1918, elle devient la plus grande banque anglaise et, par le total de ses dépôts, la première banque mondiale : 335 millions de £ (8,4 milliards de francs or), avec 650 correspondants bancaires à travers le monde. En 1936, par le poids de ses actifs, elle « pèse » aussi lourd que les sept premières banques françaises, mais reste loin derrière les premières banques américaines. Son développement international l'amène aussi à créer des entreprises consortiales, en collaboration avec la Société Générale de Banque, en Belgique. En 1968, elle commence à gérer le Montagu Trust, lié à la banque d'affaires Samuel Montagu & Co. (en), finit par l'acquérir en 1974. Devenu le HSBC Private Equity, ce fonds reprend son indépendance en 2013 sous le nom de Montagu Private Equity.
En 1980, la Midland Bank prend le contrôle de la principale banque privée allemande, Trinkaus & Burkhardt KGaA (qui a conservé le nom d'HSBC Trinkaus & Burkhardt KGaA).